# ویلیام ای. مارتین
 ویلیام آرتور مارتین (به انگلیسی: William Arthur Martin؛ ۱۹۳۸–۱۹۸۱) دانشمند کامپیوتر اهل اوکلاهما سیتی ایالت اوکلاهما بود.
پس از فارغ‌التحصیلی از دبیرستان نورث‌وست کلاسن (به انگلیسی: Northwest Classen)، که در آن یک قهرمان کشتی‌گیری در سطح کشوری بود، او در ام‌آی‌تی به ادامه تحصیل پرداخت و در آنجا مدرک کارشناسی (۱۹۶۰)، کارشناسی ارشد (۱۹۶۲) و دکترا (۱۹۶۷) را در رشته مهندسی برق زیر نظر ماروین مینسکی دریافت کرد. در زمانی که مارتین مشغول تحصیل برای دریافت این مدارک بود، به عنوان دستیار آموزش در ام‌آی‌تی (از سال ۱۹۶۰) مشغول به کار شد. او در سال ۱۹۶۸ استادیار شد و در سال ۱۹۷۲ به دانشیار مهندسی برق ارتقا یافت. در سال ۱۹۷۵، به رتبه استاد ممتاز ارتقا پیدا کرد. او یک کرسی مشترک در مدرسه مدیریت اسلون ام‌آی‌تی داشت.
پژوهش‌های مارتین وی را به سوی پروژه MAC سوق داد، که به آزمایشگاه علوم رایانه و هوش مصنوعی تبدیل شد، جایی که در آن او در مورد سیستم‌های خبره پژوهش کرد.
پس از اتمام پایان‌نامه دکترا مارتین در زمینه ریاضیات نمادین وی در سال ۱۹۶۸ پروژه مکسیما را تأسیس و تا سال ۱۹۷۱ مدیریت کرد. مکسیما بعدها به یک محصول تجاری موفق تبدیل شد. همچنین هسته سیستم رایگان مکسیما بر اساس این نرم‌افزار است.
سپس مارتین در زمینه برنامه‌نویسی خودکار، بازنمود دانش و پردازش زبان طبیعی کار کرد.

## کتابشناسی
- مارتین، ویلیام آ. (۱۹۶۶). آزمایشگاه ریاضیات نمادین (پایان‌نامه دکترا). MIT پروژه MAC TR-36.
- Penfield, Jr., Paul (August 1, 2000). "William Arthur Martin". MIT EECS Great Educator Awards. Massachusetts Institute of Technology. Archived from the original on 10 June 2011. Retrieved June 13, 2011.